# 리그 오브 레전드의 세계관
리그 오브 레전드의 세계관을 다룬 문서이다.(이 세계관 외에도 k.d.a, 오디세이등 다양한 세계관이 있다)

## 공허
이 우주가 탄생하던 날, 공허도 함께 생겨났다. 우주 너머에 자리한, 우리가 알 수 없는 ‘무’의 표상으로서. 공허는 채워지지 않는 허기의 힘이며, 그 주인인 미지의 수호자들이 마지막 파멸의 시간을 알리기를 기다리며 영겁의 세월을 보내고 있다.
필멸의 존재가 공허의 힘과 접촉하면 영겁의 비현실을 일별한 대가로 극도의 고뇌와 고통을 겪게 되며 제아무리 강인한 영혼의 소유자도 정신이 산산조각이 나 버린다. 공허의 영역에 살고 있는 생명체들은 지각력이 거의 없는 경우가 많으며, 룬테라 전체를 완전한 망각으로 끌어넣는다는 한 가지 목적만을 위해 만들어진 것처럼 보인다.
- 공허 소속 젝스 야스오 ㅋ

## 그림자 군도
과거 동맹국들과 사절들이 축복의 빛 군도로 불렀던 이곳은 한때 고결하고 현명한 문명이 자리 잡기도 했지만, 지금은 저주받은 땅이 되어 버렸다. 약 천 년 전, 마법으로 인해 전례 없는 대재앙이 발생하면서 물질 세계와 영혼 세계 사이의 장벽이 파괴되었고, 이로 인해 두 세계가 합쳐지면서 모든 생명이 순식간에 파멸을 맞았다.
현재는 사악한 검은 안개가 군도를 영원히 뒤덮고 있으며, 토양은 암흑 마법에 의해 더럽혀지고 말았다. 이 음침한 땅에 상륙한 무모한 인간들은 서서히 생명력을 빼앗기게 되고, 결국 잠들지 않는 탐욕스러운 망령들에게 쫓기게 된다.
검은 안개 안에서 목숨을 잃는 자는 영원히 이 악몽 같은 땅을 떠도는 저주에 걸리게 된다. 설상가상으로 그림자 군도의 힘은 해가 갈수록 더 강해지고 있으며, 그 힘을 빌려 강력한 망령들이 룬테라를 점점 잠식하고 있다. 언젠간 비에고가 룬테라 온 곳을 검은안개로 뒤덮을지는....
- 그림자 군도 소속 챔피언 - 그웬, 녹턴,비에고, 마오카이, 쓰레쉬,  요릭, 카서스, 칼리스타, 헤카림,벡스

## 녹서스
녹서스는 악명을 널리 떨치는 강력한 제국이다. 다른 나라에 살고 있는 이들에게 녹서스는 폭력적이고 침략을 일삼는 위험한 나라이지만, 바깥에서 보이는 호전성을 잠시 접어 두고 안을 들여다보면 특이할 정도로 포용적인 사회를 발견할 수 있다. 이 나라에선 모든 국민의 강점과 재능을 존중하고 계발해 주기 때문이다.
녹시이는 한때 사나운 야만 부족이었으나 현재 영토의 수도가 된 고대 도시를 파괴한 뒤 그곳에 자리 잡았다. 그 후, 이들은 사방에 도사린 위협적인 적들을 상대로 물러서는 일 없이 사납게 싸웠고 해를 거듭할수록 국경을 넓혀 갔다. 이러한 생존을 위한 투쟁 덕분에 현대의 녹서스에는 다른 무엇보다 힘이라는 가치를 숭상하는 자존심 강한 국민성이 형성되었다. 물론 여기서 말하는 힘이라는 가치는 매우 다양한 방식으로 드러날 수 있다.
녹서스에선 신분, 배경, 출신지, 재산에 관계없이 필요한 능력을 드러내 보일 수 있다면 누구든지 출셋길에 올라 권력을 차지하고 존경을 받을 수 있다. 특히 마법을 쓸 줄 아는 이들은 널리 존경받으며, 녹서스는 마법사를 적극적으로 찾아내고 그들의 특별한 재능을 연마시켜 녹서스 제국을 위해 활용한다.
이같이 능력을 중시하는 풍조에도 불구하고 오래된 귀족 가문들은 아직 상당한 힘을 행사하고 있다. 어떤 사람들은 녹서스에 대한 가장 큰 위협이 적이 아닌 내부에서 나타날 것이라 두려워한다.
- 녹서스 소속 챔피언 - 다리우스, 드레이븐, 르블랑, 리븐, 모데카이저, 블라디미르, 사미라, 사이온, 스웨인, 카시오페아, 카타리나, 클레드, 탈론, 렐, 애니, 알리스타,엘리스

## 데마시아
명망 높은 역사의 군대를 지닌 강력하고 질서 잡힌 왕국, 데마시아의 백성들은 언제나 정의와 명예, 의무를 가장 고귀한 것으로 여기며 자국의 문화유산을 자랑스러워했다. 하지만 이런 고상한 신념에도 불구하고, 이 자급자족 국가는 최근 몇 세기 동안 점점 고립되어 가고 있었다.
이제 데마시아는 혼란에 빠졌다.
악몽 같은 룬 전쟁 이후 마법을 피하기 위한 피신처로 세워진 수도, 위대한 도시 데마시아는 마법의 힘을 약화하는 특이한 흰색 돌 페트리사이트의 수수께끼 위에 건설되었다. 바로 이곳에서 데마시아 왕가는 오랫동안 외딴 마을과 농지, 숲, 광물 자원이 풍부한 산지를 방어해 왔다.
하지만 자르반 3세의 갑작스러운 죽음으로 유일한 후계자로서 왕좌에 오른 왕자 자르반 4세를 귀족들은 여전히 인정하지 않고 있다.
불안의 시대가 도래하자 경비가 삼엄한 국경 너머에 사는 이들을 향한 의심은 점점 커지는 한편 과거의 여러 우방은 자국을 지키기 위해 다른 곳으로 눈을 돌리기 시작했다. 어떤 이들은 데마시아의 황금기가 이미 지났다고 수군거린다. 많은 이들의 생각처럼 데마시아인들이 변화하는 세상에 순응하지 않는 한 데마시아의 쇠락은 불 보듯 뻔했다.
땅의 모든 페트리사이트를 동원하더라도 데마시아의 자멸을 막지는 못할 것이다.
- 데마시아 소속 챔피언 - 가렌, 갈리오, 럭스, 모르가나, 베인, 뽀삐, 사일러스, 소나, 쉬바나, 신 짜오, 자르반 4세, 케일, 퀸, 피오라,피들스틱

## 밴들 시티
요들의 고향이 정확히 어디에 있는지에 대해서는 여러 가지 설이 있지만, 몇몇 사람들은 보이지 않는 차원문을 여러 개 통과해야 도달할 수 있는, 물질 세계의 영역을 넘어 신비로운 마법이 깃든 땅을 언급한다. 그곳은 제약 없이 자유로이 마법을 사용할 수 있기 때문에, 앞뒤 가리지 않고 뛰어들었다가는 그 끝없는 경이로움에 사로잡힌 나머지 결국 꿈속에 깊이 빠져들어 버리고 만다는 것이다...
요들이 아닌 사람이 밴들 시티에 들어가면 모든 감각이 예리하게 깨어나는 경험을 한다고 한다. 보이는 색깔들은 더욱 선명해지고, 음식을 먹거나 술을 마시면 그 맛에 몇 년이나 취해 절대 잊지 못한다. 황금빛 햇살이 끝없이 내리쬐고, 물은 수정처럼 맑으며, 농사는 늘 풍작이다. 이런 소문들이 사실일 수도 있지만, 전부 거짓일 수도 있다. 밴들 시티를 실제로 봤다는 사람들은 저마다 다른 얘기를 떠들 뿐, 서로 같은 걸 보았다는 경우는 없기 때문이다.
하지만 그래도 한 가지는 확실해 보인다. 바로 밴들 시티에서는 시간이 흐르지 않고, 그래서 요들도 나이를 먹지 않는다는 사실이다. 밴들 시티에 갔다가 어찌어찌 돌아온 사람들이 폭삭 늙어 있는 것도 이 때문이다. 물론 그보다 훨씬 많은 사람들은 아예 돌아오지 못하고 있지만.
- 밴들 시티 소속 챔피언 - 럼블, 룰루, 베이가, 유미, 코르키, 트리스타나, 티모

## 빌지워터
푸른 불꽃 제도에 위치한 빌지워터는 다른 항구 도시와는 다르다. 바다뱀 사냥꾼, 부두 건달, 밀수업자가 모여드는 이곳에서는 어마어마한 부와 야망도 눈 깜짝할 새에 사라지고 만다. 그 누구도 다른 사람의 과거에 관심이 없기 때문에 법의 심판, 빚, 박해를 피해 도망쳐온 사람들이 새로운 시작을 꿈꿀 수 있는 곳이기도 하다. 그렇기는 해도 매일 새벽 부둣가에는 지갑을 털린 채 목숨을 잃은 부주의한 여행자들이 발견된다.
빌지워터는 매우 위험하긴 하지만 정부의 족쇄와 무역 규제에서 벗어난 무궁무진한 기회가 있다. 불법 마법공학 기술부터 범죄 조직 수장의 가호까지, 돈만 있다면 무엇이든 살 수 있는 곳이기 때문이다.
빌지워터의 마지막 '해적왕'이 사라지면서 도시는 과도기에 접어들었다. 유력한 선장들 대부분도 도시의 미래를 위해 노력하기로 합의했다. 하지만 바다로 떠날 수 있는 배와 선원이 있는 한 빌지워터는 룬테라에서 가장 다채롭고 유기적인 도시 중 하나일 것이다.
- 빌지워터 소속 챔피언 - 갱플랭크, 그레이브즈, 노틸러스, 미스 포츈, 일라오이, 트위스티드 페이트, 파이크, 피즈, 탐 켄치

## 슈리마
슈리마 제국은 대륙 전체를 다스릴 정도로 번성했던 문명이었다. 과거 막강한 신성전사와 초월체 군단을 통해 남부의 여러 민족을 통일했고, 항구적인 평화를 유지했다.
누구도 슈리마 제국에 거역하지 못했다. 종종 이케시아 같은 국가가 반란을 일으켰지만, 무자비하게 짓밟혔다.
이후 수천 년 동안 성장과 번영이 이어졌지만, 슈리마의 마지막 황제가 초월에 실패하면서 수도는 폐허가 되었고 제국의 영광스러운 역사는 신화로 전락했다. 현재 슈리마 사막의 유목 민족들은 척박한 환경 속에서 겨우 목숨을 부지하고 있다. 오아시스를 지키기 위해 마을을 건설하는 이들이 있는가 하면, 숨겨진 보물을 찾아 고대의 지하 무덤을 뒤지는 이들도 있다. 또한 보수를 받고 일을 하고 무법의 황무지로 돌아가는 용병들도 있다.
과거의 영광을 재현하길 꿈꾸는 소수의 사람들도 여전히 존재한다. 사막의 심장부에서 들려오는 어떤 소문에 부족들이 동요하기도 했다. 바로 슈리마의 황제 아지르가 부활해 자신들을 새로운 번영의 시대로 이끌 것이라는 소문 말이다.
- 슈리마 소속 챔피언 - 나서스, 람머스, 레넥톤, 스카너, 시비르, 아무무, 아지르,아트록스, 제라스, 탈리야,아크샨

## 아이오니아
험난한 바다로 둘러싸인 아이오니아는 최초의 땅이라 불리는 거대한 군도에 흩어져 있는 여러 지방의 연합이다. 아이오니아 문화는 오랫동안 모든 것의 균형을 추구해 왔기 때문에 물질 세계와 영혼 세계의 경계가 얇으며, 야생 숲과 산중에서는 그 경향이 더욱 두드러진다.
변덕스러운 마법과 위험하고 신비로운 생물로 가득한 곳이지만 아이오니아인들은 수백 년간 번성했다. 전사 수도원, 지방 민병대, 아이오니아의 특수한 지형은 외세 침략을 막기에 충분했다.
그러나 12년 전 녹서스가 최초의 땅을 침략했을 때 모든 것이 바뀌었다. 제국의 군대가 끊임없이 아이오니아를 공격했고, 아이오니아는 몇 년 뒤 큰 희생을 치르고 나서야 이들을 몰아낼 수 있었다.
현재 아이오니아는 불안정한 평화 속에 자리 잡고 있다. 전쟁은 각 지역 사이에 분열을 가져왔다. 쇼진 수도원, 킨코우 결사단 등은 과거의 고립된 평화로 돌아가 목가적 전통을 유지하고자 한다. 반면 나보리 형제단이나 그림자단과 같은 급진적 집단은 아이오니아의 마법을 무기화해 녹서스에 복수할 단일 국가를 세워야 한다고 주장한다.
누구도 이 불안한 균형에 섣불리 손대려 하지 않지만, 아이오니아의 운명이 서서히 움직이고 있음을 '모두'가 느끼고 있다.
- 아이오니아 소속 챔피언 - 라칸, 리 신, 릴리아, 마스터 이, 바루스, 세트, 쉔, 신드라, 아리, 아이번, 아칼리, 야스오, 오공, 요네, 이렐리아, 자야, 제드, 진, 카르마, 케넨, 케인,

## 이쉬탈
원소 마법으로 유명한 이쉬탈은 가장 먼저 슈리마 제국에 합류한 독립국 중 하나이다. 사실 이쉬탈 문화는 슈리마보다 훨씬 오래된 것으로 부흐루, 장엄한 헬리아, 금욕주의적인 타곤 등의 문명 형성에 영향을 미친 서부 이주민 문화의 일부다. 최초의 초월체 탄생에 큰 역할을 했을 가능성이 높다.
이쉬탈의 마법사들은 이웃을 멀리하고 주변의 야생을 방패처럼 이용해 공허와 다르킨으로부터 살아남았다. 이미 많은 것을 잃었지만, 전력을 다해 남은 것을 보호했다...
수천 년간 깊은 정글 속에 고립되어 있던 고고한 생태도시 이샤오칸은 현재 외부 영향을 거의 받지 않고 있다. 축복의 빛 군도의 대몰락과 뒤이은 룬 전쟁을 멀리서 지켜본 이쉬탈인들은 룬테라의 다른 모든 세력을 근본 없는 침략자로 보며, 불청객을 막기 위해 강력한 마법을 사용한다.
- 이쉬탈 소속 챔피언 - 니달리, 니코, 렝가, 말파이트, 자이라, 키아나

## 자운
자운은 필트오버를 관통하는 깊은 계곡과 골짜기 밑에 자리잡은 거대한 지하도시이다. 그나마 이 밑까지 닿는 희미한 빛도 얼기설기 녹슨 배관에서 나오는 매연에 흐려지고 공업 시설물을 덮은 스테인드글라스에 반사되어 색색으로 물든다. 자운과 필트오버는 원래 한 도시였고, 갈라선 지금도 공생 관계를 유지하고 있다. 자운은 번성하는 도시로, 언제나 스모그 가득한 어스름에 덮여있지만 주민들은 활기차며 문화는 융성하다. 필트오버의 풍족함 덕분에 자운도 마치 땅 위에 있는 도시의 어두운 거울상처럼 함께 발전할 수 있었다. 필트오버로 들어오는 상품들의 상당 부분이 자운의 암시장으로 흘러들며, 필트오버의 규제가 너무 갑갑하다고 생각하는 마법공학 연구자들은 모든 것이 허용되는 자운으로 와 위험한 연구를 진행하기도 한다. 불안정한 기술과 탐욕에 찬 산업을 제한 없이 개발하고 발전시켰기 때문에 자운 전역은 공해에 찌든 위험한 지역이 되었고, 지대가 낮은 곳에는 독성 물질이 가득 흘러 괴어 있다. 인간이란 이런 곳에서조차 살아남아 번성할 방법을 찾아내고야 마는 것이다.
- 자운 소속 챔피언 - 레나타 글라스크, 문도 박사, 블리츠크랭크, 빅토르, 신지드, 에코, 우르곳, 워윅, 자크, 잔나, 직스, 징크스, 트위치,제리

## 타곤
타곤 산은 룬테라에서 가장 거대한 산으로, 햇살 아래 단련된 이 장대한 바위산에는 룬테라의 최고봉이 한데 모여 있다. 문명에서 멀리 떨어진 이곳은 완전히 외딴 곳으로, 지독한 끈기의 소유자가 아니라면 접근조차 불가능한 땅이다. 타곤 산에는 수없이 많은 전설이 깃들어 있으며 전설에 회자되는 장소가 다 그러하듯, 타곤 산에도 몽상가와 미치광이, 모험가가 몰려든다. 어떤 이들은 지혜나 깨달음을 갈망해, 어떤 이들은 영예를 좇아, 어떤 이들은 저 산의 정상을 밟아 보겠다는 열망을 영혼 깊숙이 품어 이 불가능한 등반에 도전한다.
그러나 타곤 산을 오르는 일은 거의 불가능하며, 정상에 오른 후 살아 돌아온 극소수의 용감한 자들도 무엇을 보았는지 이야기하는 일은 거의 없다. 그중에는 공포에 질려 눈에서 총기가 사라진 이들도 있고, 인간으로선 이해하기 어려운 운명에 이끌려 성위라 불리는 다른 세계의 초월적인 힘을 받아들인 결과 알아볼 수 없을 만큼 달라져버린 이들도 있다.
- 타곤 소속 챔피언 - 다이애나, 레오나, 소라카, 아펠리오스, 조이, 타릭, 판테온, 바드

## 프렐요드
프렐요드는 혹독하고 가차 없는 기후의 땅이다. 이곳 주민들은 태어날 때부터 전사이며, 극악의 환경 속에서 살아남아야 한다.
긍지와 독립심이 대단한 이곳 사람들은 발로란 전역의 이웃들로부터 질서 없고, 거칠고 '야만적'이라 불리곤 한다. 그러나 이것은 프렐요드의 문화를 창조한 고대 전통을 이해하지 못한 데서 생긴 편견이다. 수천 년 전, 세 자매 아바로사, 세릴다, 리산드라 사이의 동맹이 룬테라 전체를 소리 없이 위협한 전쟁으로 인해 깨졌다. 이로 인해 북쪽 땅은 혼돈과 끝날 줄 모르는 겨울에 잠식되었다. 이제는 혹독한 불과 얼음에 영향을 받지 않는 특출난 필멸자들만이 프렐요드를 이끌 운명, 혹은 자격이 있다고 여겨진다.
서리방패의 부단한 노력에도 불구하고 고대 신들과 수수께끼의 설인, 잠들지 못하는 정령 주술사의 신화와 전설은 사라지지 않았다. 겨울 발톱 부족 약탈자들은 남쪽으로 데마시아, 동쪽으로 녹서스의 국경을 침범하며 해가 갈수록 세력을 넓혀 가고 있다. 마지막으로 거칠고 독립적인 부족과 집단들은 좀 더 평화로운 미래를 위해 아바로사의 젊은 여왕 애쉬에게 충성을 바치기 시작했다.
하지만 상황은 여전히 암울하다. 프렐요드에 또다시 전쟁의 그림자가 서서히 드리우고 있으며, 누구도 벗어날 수 없을 것이다.
- 프렐요드 소속 챔피언 - 그라가스, 나르, 누누와 윌럼프, 리산드라, 볼리베어, 브라움, 세주아니, 애니비아, 애쉬, 오른, 우디르, 올라프, 트런들, 트린다미어,브랜드

## 필트오버
필트오버는 번영을 누리는 진보적인 도시로, 갈수록 그 영향력이 증대해가고 있다. 이곳은 발로란의 문화적 중심지로, 예술과 기술, 상업과 혁신이 서로 맞물리며 발전해나가는 장소이기도 하다. 필트오버의 저력은 군사력이 아니라 상업의 활력과 진취적인 사고에서 나온다. 바다가 내려다보이는 자운 위의 절벽에 자리잡은 필트오버에는 거대한 수문으로 배들이 수없이 드나들며 전세계에서 상품을 실어나른다. 이렇게 교역으로 쌓아올린 부 덕분에 필트오버는 유례없는 호황과 성장을 누려왔다. 필트오버는 예나 지금이나 끊임없이 스스로를 혁신하는 도시로, 이곳에서라면 부를 이루고 꿈을 실현할 수 있다. 새롭게 떠오르는 기업 집단들은 엉뚱한 예술, 기발한 마법공학, 그들의 재력을 기념할 건축 등 다양한 분야에서 가장 놀라운 시도들을 후원하고 성장시킨다. 또한, 최근 급성장하기 시작한 마법공학 분야에 전에 없이 많은 혁신가들이 뛰어들고 있어, 필트오버는 현재 전세계에서 가장 뛰어난 장인들을 자석처럼 끌어들이고 있다.
- 필트오버 소속 챔피언 - 바이, 세라핀, 오리아나, 이즈리얼, 제이스, 카밀, 케이틀린, 하이머딩거

## 룬테라 소속 챔피언
- 나미, 루시안,라이즈, 샤코, 세나, 아우렐리온 솔,  이블린,   킨드레드